# Podprolog
Podprolog (do roku 1991 Potprolog) je vesnice v Chorvatsku ve Splitsko-dalmatské župě, nacházející se těsně u státní hranice s Bosnou a Hercegovinou. Je součástí města Vrgorac, od něhož se nachází 4,5 km jihovýchodně. V roce 2021 zde trvale žilo 331 obyvatel. Nejvíce obyvatel (380) zde žilo v roce 1953. Skládá se ze čtyř osad – Dropulići, Ercezi, Govorci a Jelavići.
Jižně od Podprologu prochází státní silnice D62, přímo Podprologem prochází župní silnice Ž6210 a lokální silnice L67208. Nachází se zde hraniční přechod Podprolog – Prolog.

## Sousední sídla
| Růžice kompasu | Banja   | Orah      | Orahovlje (BiH) | Růžice kompasu |
| Růžice kompasu | Vrgorac | Sever     | Prolog (BiH)    | Růžice kompasu |
| Růžice kompasu | Vrgorac | Podprolog | Prolog (BiH)    | Růžice kompasu |
| Růžice kompasu | Vrgorac | Jih       | Prolog (BiH)    | Růžice kompasu |
| Růžice kompasu | Dusina  |           | Veliki Prolog   | Růžice kompasu |